# Элитное общество
«Элитное общество» (англ. The Bling Ring) — драматический фильм 2013 года режиссёра, сценариста и продюсера Софии Копполы. Премьера состоялась в рамках секции «Особый взгляд» 66-го Каннского кинофестиваля.
Фильм вышел в кинотеатрах Нью-Йорка и Лос-Анджелеса 14 июня 2013 года, премьера в США — 21 июня. Премьера в России состоялась 4 июля 2013 года.
Сюжет фильма основан на статье Нэнси Джо Сэйлз «Преступники носили „Лубутен“» (англ. The Suspects Wore Louboutins), опубликованной в журнале «Vanity Fair», в которой рассказывалось об истории подростковой банды «Bling Ring», орудовавшей в Калабасасе в период с октября 2008 года по август 2009 года — банда занималась тем, что грабила дома знаменитостей, общая сумма награбленного ими имущества в конечном итоге составила 3 миллиона долларов (большая часть украденного принадлежала Пэрис Хилтон, в чьём доме банда поживилась не один раз).

## Сюжет
Фильм повествует о жизни современных американских подростков, промышляющих квартирными кражами у звёзд Голливуда.

## В ролях
| Актёр           | Роль              |
| --------------- | ----------------- |
| Эмма Уотсон     | Никки             |
| Израэль Бруссар | Марк              |
| Кэти Чанг       | Ребекка           |
| Таисса Фармига  | Сэм               |
| Клэр Джулиен    | Хлоя              |
| Джорджия Рок    | Эмили             |
| Лесли Манн      | Лори              |
| Карлос Миранда  | Роб               |
| Гэвин Россдэйл  | Рики              |
| Стейси Эдвардс  | Дебби, мама Марка |
| Эрин Дэниелс    | Шэннон            |
| Майка Монро     | девушка на пляже  |
| Хелстон Сейдж   | школьница         |
| Пэрис Хилтон    | камео             |